# Гришина, Ирина Евгеньевна
Ири́на Евге́ньевна Гри́шина — советский и российский архитектор, учёный. Заместитель директора НИИ историко-теоретических проблем народного зодчества Петрозаводского государственного университета. Член Союза архитекторов России (с 2006). Член Научно-экспертного совета по историко-культурному наследию при Министерстве культуры Республики Карелия и Координационного совета по управлению объектом всемирного наследия «Кижский погост» при музее-заповеднике «Кижи».
Область научных интересов — деревянное зодчество Русского Севера.
Лауреат Государственной премии Карелии (2006).

## Биография
Родилась в Сортавала Карельской АССР.

### Образование
- 1974 — Петрозаводский строительный техникум.
- 1980 — Ленинградский инженерно-строительный институт, архитектурный факультет.
- 1985 — Московский архитектурный институт, специальный факультет по новым перспективным направлениям науки и техники.
- 1986—1989 г — аспирантура по специальности «История и теория архитектуры, реставрация и реконструкция архитектурного наследия» при Ленинградском инженерно-строительном институте и Петрозаводском государственном университете[1].

## Публикации
- Орфинский В. П., Гришина И. Е., Косенков А. Ю., Орлов А. В. Часовни в заонежских урочищах Масельга и Красная Сельга — памятники исчезнувшим деревням // CARELiCA. — 2017. — № 1 (17). — С. 1—13. — ISSN 2310-6476. — doi:10.15393/j14.art.2017.89.
- Орфинский В. П. Традиционные крестьянские хлева-сеновалы южной Карелии [Текст] / В. П. Орфинский, И. Е. Гришина, А. Ю. Косенков, А. В. Орлов // Научный электронный журнал «CARELICA». — Петрозаводск, 2017. — № 1. — С.14-23. — ISSN 23106476. (РИНЦ)
- Grishina I.E. Wooden architecture in the Russian North [Text] / I.E. Grishina, V.P. Orfinskiy // Encyclopedia of the Barents Region. — Oslo: Pax Forlag, 2016. — vol.2. — P.517-523.
- Гришина И. Е. Графическая реконструкция заонежского дома-кошеля в деревне Сычи [Электронный ресурс] / И. Е. Гришина, А. Ю. Косенков, В. П. Орфинский // Научный электронный журнал «CARELICA». — Петрозаводск, 2016. — № 1 (15). — С.87-95. — ISSN 23106476. (РИНЦ)
- Гришина И. Е. Исчезающее наследие: часовня Неопалимой Купины в заонежской деревне Мижостров [Электронный ресурс] / И. Е. Гришина, А. Ю. Косенков, В. П. Орфинский // Научный электронный журнал «CARELICA». — Петрозаводск, 2016. — № 1 (15). — С.15-27. — ISSN 23106476. (РИНЦ)
- Orfinskiy V.P. The story of building a historic chapel as told by its timber [Electronic resource] / V.P. Orfinskiy, I.E. Grishina, V.A. Kozlov, M.V. Kisternaya, A.Yu. Kosenkov // Journal of Architectural Conservation. — United Kingdom, 2016. — P.1-17. — ISSN 23266384. (Scopus)
- Kisternaya M.V. Tree rings as criteria for selection of timber for building of chapels in the Republic of Karelia [Электронный ресурс] / M.V. Kisternaya, V.A. Kozlov, I.E. Grishina, M.M. Leri // Dendrochronologia. — Italy, 2016. — Вып.40. — С.143-150. — ISSN 11257865. (Scopus)
- Вахрамеева Т. И. Строительная история часовни Кирика и Иулиты в заонежской деревне Воробьи [Текст] / Т. И. Вахрамеева, И. Е. Гришина, М. В. Кистерная, В. А. Козлов, А. В. Орлов // Ученые записки Петрозаводского государственного университета. Серия: Естественные и технические науки. — Петрозаводск : ПетрГУ, 2015. — Вып.151, № 6. — С.101-106. — ISSN 19981643. (ВАК, РИНЦ)
- Орфинский В. П. Часовня Знамения Богородицы в деревне Корба: проблемы исследования и хронологической атрибуции [Текст] / В. П. Орфинский, И. Е. Гришина, М. В. Кистерная, В. А. Козлов // Ученые записки Петрозаводского государственного университета. Серия: естественные и технические науки. — Петрозаводск, 2015. — № 6 (151). — С.95-100. — ISSN 19981643. (РИНЦ)
- Гришина И. Е. Комплексная хронологическая атрибуция часовни в заонежской деревне Подъельники [Текст] / И. Е. Гришина, М. В. Кистерная, В. А. Козлов // Ученые записки Петрозаводского государственного университета. Серия: естественные и технические науки . — Петрозаводск, 2014. — Т.2, №.8 (145). — С.86-90. — ISSN 19981643. (РИНЦ)

## Награды, поощрения
- Государственная премия Карелии в области культуры, литературы и искусства за серию монографий, посвящённых историческим поселениям Карелии (в сост. авт. колл.), 2006
- Почётная грамота Министерства культуры и по связям с общественностью Республики Карелия за многолетнюю работу по обследованию и изучению народного деревянного зодчества и подготовку молодых специалистов-исследователей, 2006
- Почётная грамота Министерства культуры и по связям с общественностью Республики Карелия «За большой вклад в сохранение культурного наследия и архитектурных традиций Республики Карелия», 2009
- Медаль РААСН за монографию «Типология деревянного культового зодчества Русского Севера» (в соавт. с В. П. Орфинским), 2005
- Медаль РААСН за монографию «Традиционный карельский дом» (в соавт. с В. П. Орфинским), 2011
- Диплом конкурса «Книга года Республики Карелия — 2010» в номинации «Лучшая книга года» за монографию «Традиционный карельский дом» (в соавт. с В. П. Орфинским), 2011